# Filmes de 1952 da Paramount Pictures
Em 1952, a Paramount Pictures lançou um total de 21 filmes.

## Destaques
As produções mais significativas foram:
- Carrie, de William Wyler, baseada no romance de Theodore Dreiser, com Jennifer Jones como a moça do interior que conquista uma Chicago retratada com autenticidade
- Come Back, Little Sheba, adaptação da peça de William Inge, com magnífica interpretação de Shirley Booth como mulher de bom coração, porém insuportável
- The Greatest Show on Earth, drama circense de Cecil B. DeMille com elenco estelar, ganhador do Oscar de Melhor Filme e maior bilheteria do estúdio até então.[1]
- Just for You, lucrativa mistura de comédia, drama e música, um atestado da popularidade de Bing Crosby, que faz um produtor da Broadway negligente com os filhos
- Road to Bali, sexto filme da série Road to..., novamente com Bing Crosby, Bob Hope e Dorothy Lamour, o único em cores e o último no estúdio
- Something to Live For, drama impactante sobre alcoolismo estrelado por Ray Milland e Joan Fontaine, com direção de George Stevens, "grande promoção para a AAA"[1]
- Son of Paleface, faroeste cômico, continuação de The Paleface/1948, um grande sucesso estrelado por Bob Hope, Jane Russell e Roy Rogers (e Trigger)

## Prêmios Oscar
Vigésima quinta cerimônia, com os filmes exibidos em Los Angeles em 1952:
| Filme                      | Indicações                                                                         | Premiações              |
| -------------------------- | ---------------------------------------------------------------------------------- | ----------------------- |
| Athletes of the Saddle     | Curta-Metragem em Live Action (1 bobina)                                           | ---                     |
| The Atomic City            | Roteiro Original                                                                   | ---                     |
| Carrie                     | Direção de Arte/Decoração de Interiores (preto e branco) Figurino (preto e branco) | ---                     |
| Come Back, Little Sheba    | Atriz (Shirley Booth) Atriz Coadjuvante (Terry Moore) Edição                       | Atriz                   |
| The Greatest Show on Earth | Filme Diretor História Original Figurino (em cores) Edição                         | Filme História Original |
| Just for You               | Canção                                                                             | ---                     |
| My Son John                | História Original                                                                  | ---                     |
| Son of Paleface            | Canção                                                                             | ---                     |

### Prêmios Especiais ou Técnicos
- Bob Hope: Oscar Honorário, "por sua contribuição ao riso do mundo, seus serviços à indústria cinematográfica e sua devoção aos ideais americanos"[2]
- Cecil B. DeMille: Prêmio Irving G. Thalberg

## Os filmes de 1952
| Título original                | Título PT/BR                  | Título PT/PT                 | Astros                           | Diretor          |
| ------------------------------ | ----------------------------- | ---------------------------- | -------------------------------- | ---------------- |
| Anton Slick from Pumpkin Crick | A Felicidade Estava Por Perto |                              | Alan Young, Robert Merrill       | Claude Binyon    |
| Anything Can Happen            | Um Começo de Vida             | O Que Acontece na Vida       | Jose Ferrer, Kim Hunter          | George Seaton    |
| The Atomic City                | A Cidade Atômica              | A Cidade Atómica             | Gene Barry, Lydia Clarke         | Jerry Hopper     |
| The Blazing Forest             | Labaredas no Céu              |                              | John Payne, Richard Arlen        | Edward Ludwig    |
| Caribbean                      | Pantera Negra                 |                              | John Payne, Arlene Dahl          | Edward Ludwig    |
| Carrie                         | Perdição Por Amor             |                              | Laurence Olivier, Jennifer Jones | William Wyler    |
| Come Back, Little Sheba        | A Cruz de Minha Vida          |                              | Shirley Booth, Burt Lancaster    | Daniel Mann      |
| Denver and Rio Grande          | A Garganta do Diabo           |                              | Edmond O'Brien, Sterling Hayden  | Byron Haskin     |
| Encore                         | Gigolô e Gigollete            | Rapsódia da Vida             | Nigel Patrick, Roland Culver     | Harold French    |
| The Greatest Show on Earth     | O Maior Espetáculo da Terra   | O Maior Espectáculo do Mundo | Charlton Heston, Betty Hutton    | Cecil B. DeMille |
| Hurricane Smith                | Rebelião dos Piratas          |                              | John Ireland, Yvonne De Carlo    | Jerry Hopper     |
| Jumping Jacks                  | Malucos do Ar                 | Os Heróis do Medo            | Dean Martin, Jerry Lewis         | Norman Taurog    |
| Just for You                   | Filhos Esquecidos             | Só Para Ti                   | Bing Crosby, Jane Wyman          | Elliott Nugent   |
| My Son John                    | Não Desonres o Teu Sangue     | Perseguem o Meu Filho        | Helen Hayes, Van Heflin          | Leo McCarey      |
| Road to Bali                   | De Tanga e de Sarongue        | A Caminho de Bali            | Bing Crosby, Bob Hope            | Hal Walker       |
| The Savage                     | Trágica Emboscada             |                              | Charlton Heston, Susan Morrow    | George Marshall  |
| Somebody Loves Me              | Mais Uma Vez Perdão           | Por Todos Sua Amada          | Betty Hutton, Ralph Meeker       | Irving Brecher   |
| Something to Live For          | Na Voragem do Vício           | Renúncia                     | Ray Milland, Joan Fontaine       | George Stevens   |
| Son of Paleface                | O Filho do Treme-Treme        | O Filho do Valentão          | Bob Hope, Jane Russell           | Frank Tashlin    |
| The Stooge                     | O Biruta e o Folgado          | O Estoira-Vergas             | Dean Martin, Jerry Lewis         | Norman Taurog    |
| The Turning Point              | Tributo de Sangue             |                              | William Holden, Edmond O'Brien   | William Dieterle |